# Henri Antoine Termijtelen
Henri Antoine Termijtelen (Luik, 30 november 1822 - Utrecht, 19 december 1893) was een Nederlandse luitenant-kolonel der infanterie in het Indische leger. Hij werd onderscheiden met de Militaire Willems-Orde.

## Familie
Termijtelen werd in 1822 te Luik geboren. Zijn ouders waren Joannes Termijtelen (1797-1848) en Johanna Gordijn (1797 - 1874). Zijn vader was kapitein der infanterie en drager van het Metalen Kruis 1830-1831. Net als Henri kozen zijn beide broers, Johannes Cornelis en Herman, voor een militaire carrière bij het Indische leger. Uiteindelijk werden zij alle drie luitenant-kolonel der infanterie. Hun jongere zuster Sophia Johanna was gouvernante.
Henri en zijn vrouw Johanna Wilhelmina Courrech kregen vijf kinderen. Twee zoons van hen dienden bij het Indische leger en een bij de Koninklijke Marine, dat was kapitein-ter-zee Jan Willem Termijtelen. Diens zoon, ook een Jan Willem Termijtelen, werd vice-admiraal.

## Loopbaan

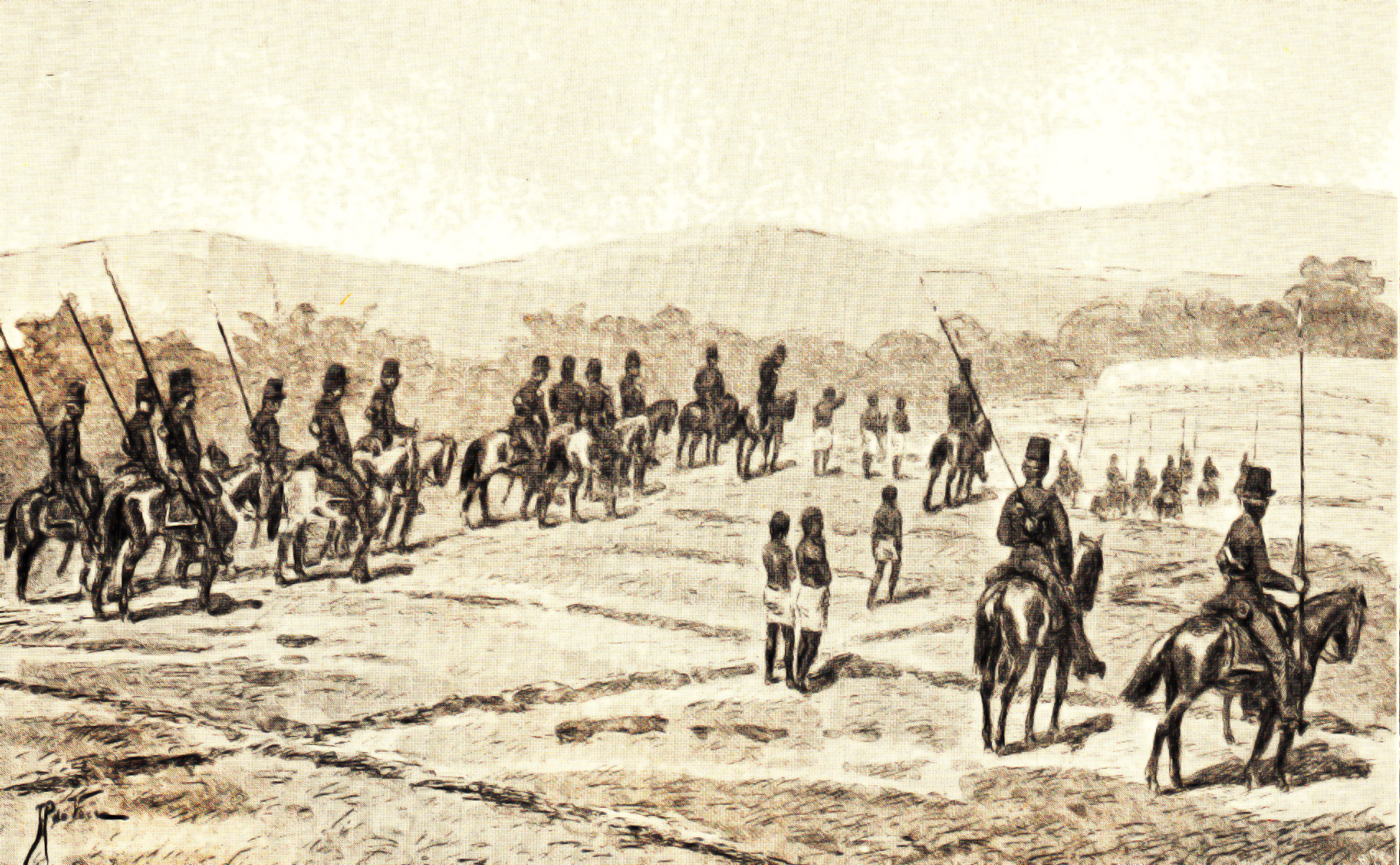
Verkenning richting Djagaraga, Bali

Termijtelen startte zijn militaire loopbaan in september 1837 bij de 14de afdeling infanterie. Hij genoot zijn militaire opleiding te Harderwijk en vertrok in 1842 als onderofficier vanaf het Nieuwe Diep te Den Helder met de driemaster Admiraal Jan Evertsen naar Oost-Indië. Termijtelen vervulde daar in de volgende jaren functies bij verschillende infanteriebatalons.

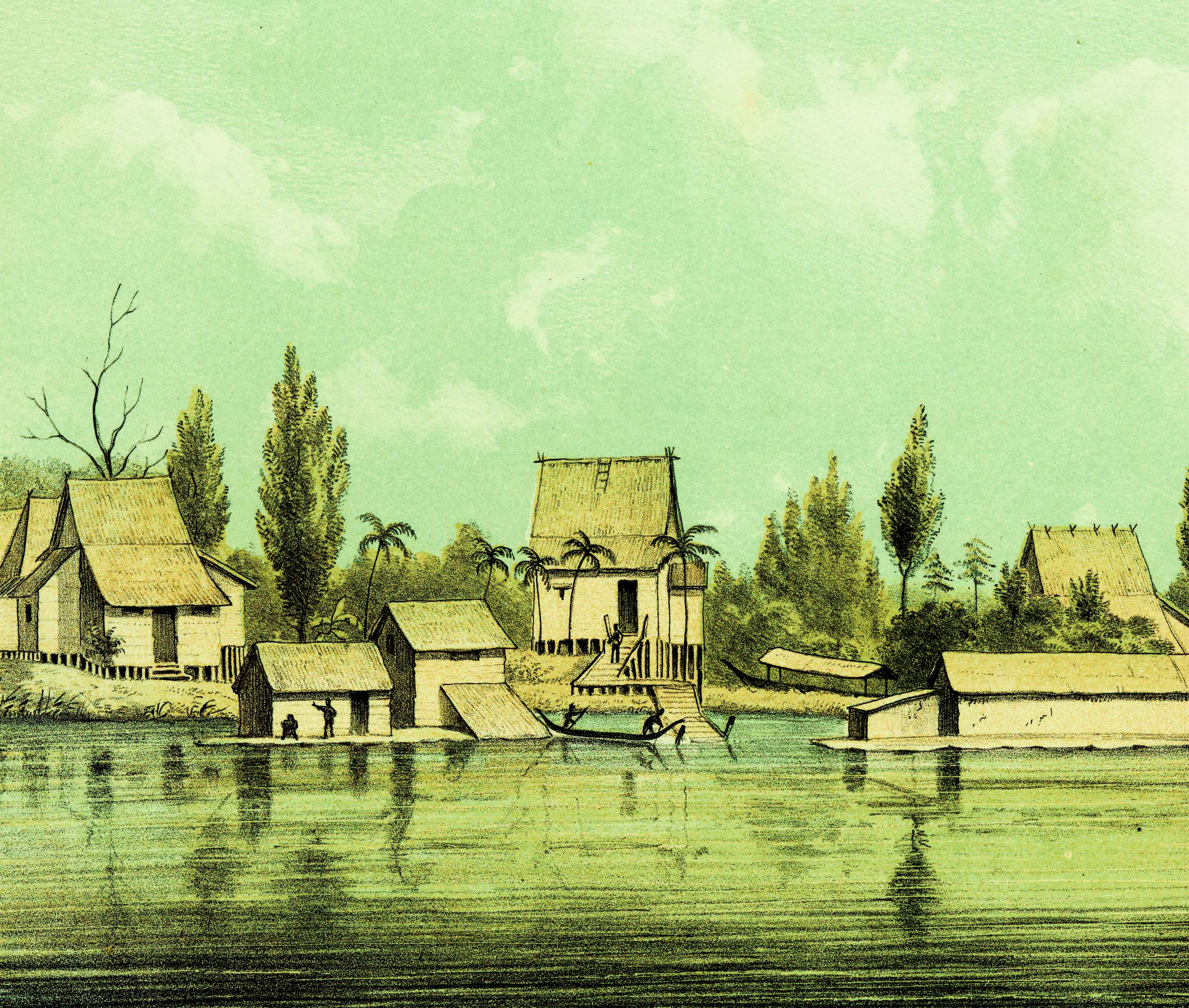
Rivier bij Banjarmasin, Borneo, 1859

In 1849 werd hij, als tweede luitenant, overgeplaatst naar het vijfde bataljon infanterie. In dat jaar werd het Indische leger voor een strafexpeditie naar drie vorstendommen op het eiland Bali gestuurd. Dit was een vervolg op de voor Nederland mislukte tweede expeditie naar Bali. Het vijfde bataljon werd bij deze derde expeditie naar Bali ingezet. Termijtelen onderscheidde zich daarbij zodanig, dat hij op 11 december 1849 werd benoemd tot ridder in de Militaire Willems-Orde. Hij nam onder andere op 15 en 16 april deel aan het veroveren van Djagaraga.
In 1851 werd Termijtelen eerste luitenant en overgeplaatst naar het 12de bataljon. Na een vanwege bij de inzet te Bali ontstane gezondheidsklachten verleend tweejarig verlof in Nederland volgde een benoeming tot kapitein in 1855. Hij werd geplaatst op Borneo, onder andere te Banjarmasin. In 1857 was hij daar militaire commandant in de zuid- en oosterafdeling van Borneo. Daarna volgde overplaatsing naar een majoorsfunctie bij het 10de bataljon in 1863.
In 1864 werd hem wegens ziekte een in Nederland door te brengen tweejarig verlof verleend. Zijn bevordering tot luitenant-kolonel bij het garnizoensbataljon van de westerafdeling van Borneo was in 1865. Het militair pensioen werd hem toegekend in 1867.

## Na de loopbaan
Als gepensioneerd overste keerde Henri Termijtelen terug naar Nederland. Zijn eerste woonplaats daar was Hees (Nijmegen), maar op 7 mei 1868 vertrok hij met zijn gezin naar IJsselstein. Hij overleed 25 jaar later in Utrecht.